# Мавис Чибота
Мавис Чибота Дуфуну (роден на 7 май 1996 г.) е конгоански професионален футболист, който играе като ляво крило за Израеският  Макаби Хайфа  и националния отбор на Конго по футбол. 

## Клубна кариера
Чибота започва кариерата си с Diables Noirs, преди да се присъедини към системата на Maccabi Tel Aviv през 2015 г.  Той прекарва по-голямата част от времето си под наем в друг отбор от израелската Висша лига – Хапоел Кфар Саба, присъединявайки се през юли 2015 г.  Той отбеляза първия си гол на ниво мъже във втория си мач, като отбелязва победния гол в 72-рата минута над Макаби Хайфа. Чибота остава там и през сезоните 2015 – 16 и 2016 – 17, вкарвайки 10 гола в 69 мача във всички състезания за Хапоел Кфар Саба. На 4 юли 2017 г. е взет под наем от Бней Йехуда. Дванадесет месеца по-късно той подписва за постоянно с тях, като е разменен за друг играч – Маор Кандил. 
На 19 февруари 2019 г. българският клуб от Първа лига Лудогорец Разград обявява, че Чибота е подписал предварителен договор с клуба, който влиза в сила от следващия юни.  Той се разписва в официалния си дебют за тях, вкарвайки за победата с 2 – 0 над Локомотив Пловдив в мача за Суперкупата на България на 3 юли.  След пореден гол в квалификацията за УЕФА Лига Европа срещу ТНС Чибота отбелязва и първия си гол в българската лига на 22 септември срещу Арда Кърджали. Той вкарва хеттрик на 25 септември в Купата на България срещу втория отбор на Нефтохимик.

## Международна кариера
Чибота е избран в състава на Конго U17 за Световното първенство по футбол през 2011 г. в Мексико.  Той участва в 4 мача, с които националният им отбор се класира от група А, преди да загуби в следващия кръг от Уругвай. Той е аплодиран от феновете в първия мач на турнира на Конго срещу Холандия.  Той играе за U20s през 2014 г.  През септември 2017 г. Чибота е извикан да играе за мъжкия отбор на Конго за квалификациите за СП 2018 срещу Гана. Той получава първата си повиквателна за мача на 5 септември, който Конго губи с 1: 5 в Бразавил.

## Личен живот
Чибота е син на бившия национал на Конго Пиер Чибота.  Той пристига в Израел на петнайсетгодишна възраст с майка си, въпреки че по-нататъшните трудности забавят влизането им в страната.  През 2016 г. Чибота подава молба за израелско гражданство чрез брак, което би му позволило да играе за националния отбор на Израел по футбол – негова „мечта“ по собствените му думи. Това обаче става невъзможно през септември 2017 г. след дебюта му в официален мач за Конго, което се случва поради забавяне на получаването на израелско гражданство. През януари 2018 г. Tchibota получава своята лична карта за временно пребиваване. През 2016 г. той сключва граждански брак с израелската си партньорка Каролина в Кипър, с която имат една дъщеря.

## Кариерна статистика[1]
| Club                    | Season       | League         | League | League | Cup  | Cup   | League Cup | League Cup | Continental | Continental | Other | Other | Total | Total |
| Club                    | Season       | Division       | Apps   | Goals  | Apps | Goals | Apps       | Goals      | Apps        | Goals       | Apps  | Goals | Apps  | Goals |
| ----------------------- | ------------ | -------------- | ------ | ------ | ---- | ----- | ---------- | ---------- | ----------- | ----------- | ----- | ----- | ----- | ----- |
| Макаби Тел Авив         | 2015 – 16    | Premier League | 0      | 0      | 0    | 0     | 0          | 0          | 0           | 0           | 0     | 0     | 0     | 0     |
| Макаби Тел Авив         | 2016 – 17    | Premier League | 0      | 0      | 0    | 0     | 0          | 0          | 0           | 0           | 0     | 0     | 0     | 0     |
| Макаби Тел Авив         | 2017 – 18    | Premier League | 0      | 0      | 0    | 0     | 0          | 0          | 0           | 0           | 0     | 0     | 0     | 0     |
| Макаби Тел Авив         | Total        | Total          | 0      | 0      | 0    | 0     | 0          | 0          | 0           | 0           | 0     | 0     | 0     | 0     |
| Хапоел Кфар Саба (наем) | 2015 – 16    | Premier League | 29     | 3      | 4    | 1     | 2          | 0          | —           | —           | 0     | 0     | 35    | 4     |
| Хапоел Кфар Саба (наем) | 2016 – 17    | Premier League | 29     | 5      | 1    | 0     | 4          | 1          | —           | —           | 0     | 0     | 34    | 6     |
| Хапоел Кфар Саба (наем) | Total        | Total          | 58     | 8      | 5    | 1     | 6          | 1          | —           | —           | 0     | 0     | 69    | 10    |
| Бней Йехуда (наем)      | 2017 – 18    | Premier League | 33     | 8      | 1    | 0     | 3          | 0          | 4           | 1           | 1     | 0     | 42    | 9     |
| Бней Йехуда             | 2018 – 19    | Premier League | 30     | 11     | 4    | 0     | 4          | 1          | —           | —           | 0     | 0     | 38    | 12    |
| Бней Йехуда             | Total        | Total          | 63     | 19     | 5    | 0     | 7          | 1          | 4           | 1           | 1     | 0     | 80    | 21    |
| Лудогорец Разград       | 2019 – 20    | First League   | 23     | 6      | 3    | 4     | —          | —          | 12          | 1           | 1     | 1     | 39    | 12    |
| Career total            | Career total | Career total   | 144    | 33     | 13   | 5     | 15         | 2          | 16          | 2           | 2     | 1     | 190   | 43    |

### Национален отбор[1]
| национален отбор | година | мачове | голове |
| ---------------- | ------ | ------ | ------ |
| Конго            | 2017   | 1      | 0      |
| Общо             | Общо   | 1      | 0      |

## Отличия
Бней Йехуда 
- Държавна купа на Израел: 2018 – 19

Лудогорец 
- Първа професионална футболна лига (България) (1): 2019 – 20
- Български Суперкупа: 2019 г.